# Internationella filosofikongressen
Internationella filosofikongressen (engelska: World Congress of Philosophy, tidigare International Congress of Philosophy) är en stor, internationell kongress för filosofer, organiserad av Fédération internationale des sociétés de philosophie (FISP).

## Lista över kongresser
1. 1900, 1–5 aug, Paris, Frankrike
2. 1904, 4–8 sep, Genève, Schweiz
3. 1908, 31 aug - 5 sep, Heidelberg, Tyskland
4. 1911, 5–11 apr, Bologna, Italien
5. 1924, 5–9 maj, Neapel, Italien
6. 1926, 13–17 sep, Boston, USA
7. 1930, 1–6 sep, Oxford, Storbritannien
8. 1934, 2–7 sep, Prag, Tjeckien
9. 1937, 31 jul - 6 aug, Paris, Frankrike
10. 1948, 11–18 aug, Amsterdam, Nederländerna
11. 1953, 20–26 aug, Bryssel, Belgien
12. 1958, 12–18 sep, Venedig, Italien
13. 1963, 7–14 sep, Mexico City, Mexiko
14. 1968, 2–9 sep, Wien, Österrike
15. 1973, 17–22 sep, Varna, Bulgarien
16. 1978, 26 aug - 2 sep, Düsseldorf, Tyskland
17. 1983, 21–27 aug, Montreal, Kanada
18. 1988, 21–27 aug, Brighton, Storbritannien
19. 1993, 22–28 aug, Moskva, Ryssland
20. 1998, 10–15 aug, Boston, USA
21. 2003, 10–17 aug, Istanbul, Turkiet
22. 2008, 30 jul - 5 aug, Seoul, Sydkorea
23. 2013, 4–10 aug, Aten, Grekland
24. 2018, 13–20 aug, Peking, Kina